# Belisana anhuiensis
Espèce
Synonymes
- Spermophora anhuiensis Xu & Wang, 1984

Belisana anhuiensis est une espèce d'araignées aranéomorphes de la famille des Pholcidae.

## Distribution
Cette espèce est endémique du Anhui en Chine,.

## Étymologie
Son nom d'espèce, composé de anhui et du suffixe latin -ensis, « qui vit dans, qui habite », lui a été donné en référence au lieu de sa découverte, le Anhui.

## Publication originale
- Xu & Wang, 1984 : One new species of spider of the genus Spermophora (Araneae: Pholcidae) from China. Natural Science Journal of Hunan Normal University, vol. 1984, no 4, p. 51-53.